# Daniel Hess (Komponist)
Daniel Hess (* 20. August 1965 in Zürich) ist ein Schweizer Komponist.

## Leben
Daniel Hess wurde 1965 in Zürich geboren. Er studierte Viola an den Musikhochschulen Zürich, Luzern und Jerusalem. Danach folgte ein Studium der Komposition an der Musikhochschule Luzern bei Caspar Diethelm sowie weitere Studien bei Rudolf Kelterborn und Josef Haselbach.
Mit seinem 1. Streichquartett gewann er 1986 den 1. Preis beim Kompositionswettbewerb in Reinach BL. 
1991 Uraufführung der 1. Symphonie. Kompositionsaufträge und Konzerte in der Schweiz, der Ukraine, Deutschland und Israel. 
2004 wird seine 4. Symphonie "Hero und Leander" uraufgeführt. Es ist ein Auftragswerk für das Internationale Jugendsinfonieorchester Elbe-Weser in Deutschland.
Daniel Hess lebt mit seiner Familie in Winterthur.

## Werke
- 1987: Neshama für Viola solo
- 1989: Sonata per 3 strumenti für Viola, Cello und Klavier
- 1990: Symphonie Nr. 1 "Jerusalem" für Orchester
- 1993: Canzoni für Flöte, Klarinette (B-Klar), Violine, Cello, Klavier und Schlagzeug
- 1996: "… wenn man müde ist…" und andere Stücke für Viola (oder Violoncello) und Klavier, Musik Verlag Nepomuk
- 1997: Symphonie Nr. 2 Catull für Orchester
- 1997: Streichquartett Nr. 4
- 1997: Welke Blätter Violinsonate für Violine und Klavier, Viersätzige Sonate nach Gedichten von Selma Meerbaum-Eisinger (1924–1942).
- 1998: Schwarz – Weiss. Kinderoper, Text von Andreas Mildner
- 1999: Divertimento für Flöte und Cembalo
- 1999: Sonate für Viola solo
- 2000: Gesänge der Sappho für Flöte, Klarinette, Violine, Viola, Violoncello, Klavier, Perkussion und Tonband
- Symphonie Nr. 3 für Orchester
- 2002: Broadway Boogie-Woogie. Konzert für Klavier und Orchester. Musik zu Piet Mondrians Bild "Broadway Boogie Woogie" (1944).
- Symphonie Nr. 4 "Hero und Leander" für Orchester
- 2004: Threnos für Viola solo
- 2004: Elegie In memoriam Caspar Diethelm für Viola und Klavier
- 2004: J.P. Nr. 21 "Reflexionen" für Streichtrio zum Gemälde "Number 21" von Jackson Pollock
- "… vom lieblichen Licht der Sonne…" Serenata messàpica für Flöte, Viola, Harfe und Cello
- Io saturnalia. Festmusik für Chor und Orchester
- 2006: 2. Sonate für Viola und Klavier
- 2007: Kammerkonzert für Viola und Streichorchester
- 2008: Strophen – Nach Gedichten von Hugo Bollschweiler und Franz Hohler.  Für Sopran und kleines Ensemble